# Geranomyia latitudinis
Geranomyia latitudinis är en tvåvingeart som först beskrevs av Alexander 1954.  Geranomyia latitudinis ingår i släktet Geranomyia och familjen småharkrankar. Inga underarter finns listade i Catalogue of Life.